# Praedecessores nostros
Praedecessores nostros (en español , Nuestros predecesores) es la 2ª encíclica del Papa Pío IX publicada el 25 de marzo de 1847, en la que aborda la crisis de la gran hambruna irlandesa ocurrida aproximadamente entre 1845 y 1850.
En este documento el pontífice discute diversos puntos con respecto a la crisis irlandesa, comenzando por cierto, con una mención sobre el legado de sus predecesores y la forma en que estos asistieron a diversas naciones cristianas en el pasado, para posteriormente abocarse a realizar un llamado al pueblo romano y al clero para que sean piadosos con respecto a la situación de los irlandeses, señalando la necesidad de recolectar dinero para ser enviado a los arzobispos de Irlanda con el fin de ser distribuido entre los pobres y necesitados.
Se debe acotar que este modelo de solicitar plegarias y caridad a los fieles y clero fue utilizado por Pío IX durante varias ocasiones frente a situaciones económicas de necesidad, mientras que respecto a la jerarquía irlandesa, éstos también la adoptaron cuando se trataba de abordar cuestiones relativas a la pobreza del país.